# Ove Aunli
Pour les articles homonymes, voir Aunli.
Ove Aunli (né le 12 mars 1956) est un ancien fondeur norvégien.

## Palmarès

### Jeux olympiques
| Épreuve / Édition | Lake Placid 1980 | Sarajevo 1984 |
| 15 km             | Bronze           | DNF           |
| 30 km             | 8e               |               |
| 50 km             |                  | DNF           |
| 4 × 10 km         | Argent           | 4e            |

### Championnats du monde
| Épreuve / Édition | Lahti 1978 | Oslo 1982 | Seefeld 1985 | Oberstdorf 1987 |
| 15 km             |            | 11e       | 9e           |                 |
| 30 km             |            | 4e        | Argent       |                 |
| 50 km             |            |           | Bronze       |                 |
| 4 × 10 km         | Bronze     | Or        | Or           | Bronze          |

### Coupe du monde
- Meilleur classement final: 3e en 1985.
- 1 victoire.